# 吉田茂登彦
吉田 茂登彦（よしだ もとひこ、1897年（明治30年）1月1日 - 1982年（昭和57年）2月26日）は、大日本帝国陸軍軍人。最終階級は陸軍少将。

## 経歴
1897年（明治30年）に熊本県で生まれた。陸軍士官学校第30期、陸軍大学校第38期卒業。1938年（昭和13年）2月に陸軍省整備局整備課高級課員に就任し、1939年（昭和14年）1月16日に支那駐屯歩兵第2連隊長（北支那方面軍・第27師団）に転じ、日中戦争に出動した。同年3月9日に陸軍歩兵大佐に進級。1940年（昭和15年）3月に第4師団参謀長（第11軍）に転じ、漢水作戦などに参加し、内地に帰還した。
1943年（昭和18年）3月1日に陸軍少将に進級し、3月25日に南方燃料廠附となり、南方方面に出征。1944年（昭和19年）3月に南方燃料本部総務部長を経て、1945年（昭和20年）7月5日に第2軍参謀長（南方軍）に転じ、セレベス島・ピンランで終戦を迎えた。
1947年（昭和22年）11月28日、公職追放仮指定を受けた。